# 메릴랜드주의 대학 목록
다음은 미국 메릴랜드주의 대학 목록이다.

## 공립
- 솔즈베리 대학교
- 미국 해군사관학교
- 볼티모어 대학교
- 메릴랜드 대학교

## 사립
- 존스 홉킨스 대학교
- 세인트존스 칼리지 (아나폴리스/산타페)

## 같이 보기
- 미국의 대학 목록